# Vivienne Fovéa
Vivienne Fovéa (Brétigny-sur-Orge; 20 d'octubre de 1974) és una actriu pornogràfica francesa retirada.
Fovéa va néixer a l'octubre de 1974 en la comuna de Brétigny-sur-Orge, situada en el departament d'Essonne i la regió Illa de França. No se sap molt de la seva vida fins abans de 1997, moment en què als seus 23 anys d'edat decideix entrar en la indústria pornogràfica. El mateix any del seu debut, va rodar per a la productora francesa Marc Dorcel una de les pel·lícules que marcaria la seva carrera cinematogràfica: Sextet, al costat d'Anita Blond i Olivia Del Rio.
Com a actriu, va treballar en pel·lícules de productores, a més de l'assenyalada Marc Dorcel, com New Machine, Wicked Pictures, Hustler, Private, New Sensations o Evil Angel. No arribaria a tenir una carrera significativa més enllà d'uns quants títols, retirant-se de la professió l'any 2000, amb un total de 78 pel·lícules gravades. També va aparèixer en unes quantes pel·lícules de cinema convencional: À vendre de Laetitia Masson, Romance de Catherine Breillat i Exercice of Steel, un curtmetratge realitzat per Marc Caro destinat a promoure l'ús de preservatius.